# Grand Prix Hassan II 2004
Grand Prix Hassan II 2004 — тенісний турнір, що проходив на ґрунтових кортах у місті Касабланка, Марокко з 17 травня . Належав до категорії International Series.

## Фінальна частина

### Одиночний розряд
Сантьяго Вентура Бертомеу —  Домінік Хрбати 6–3, 1–6, 6–4

### Парний розряд
Енцо Артоні /  Фернандо Вісенте —  Їв Аллегро /  Міхаель Кольманн 3–6, 6–0, 6–4